# Capanna Piandios
La capanna Piandios è un rifugio alpino situato nel comune di Acquarossa, nel Canton Ticino, nelle Alpi Lepontine a 1.867 m s.l.m.

## Storia
Fu inaugurata nel 1963, e fu successivamente ampliata.

## Caratteristiche e informazioni
La capanna è disposta su due piani, con refettorio unico per un totale di 50 posti. In assenza del guardiano sono a disposizione piani di cottura sia a legna che a gas, completi di utensili di cucina. I servizi igienici e l'acqua corrente con doccia sono all'interno dell'edificio. Il riscaldamento è a legna. C'è un piazzale esterno con tavoli e fontana.

## Accessi
- Gariva 1.658 m - Gariva è raggiungibile in auto. - Tempo di percorrenza: 30 min - Dislivello: 200 metri - Difficoltà: T1
- Leontica 875 m - Leontica è raggiungibile anche con i mezzi pubblici. - Tempo di percorrenza: 3 ore - Dislivello: 1.000 metri - Difficoltà: T2
- Camperio 1.221 m - Camperio è raggiungibile anche con i mezzi pubblici. - Tempo di percorrenza: 3,30 ore - Dislivello: 600 metri - Difficoltà: T1.

## Ascensioni
- Passo Bareta 2.274 m - Tempo di percorrenza: 1,30 ore - Dislivello: 400 metri - Difficoltà: T3.

## Traversate
- Capanna Gorda 1,30 ore
- Capanna Gana Rossa 2 ore
- Capanna Prodör 3 ore
- Capanna Pian d'Alpe 5 ore